# Podzemka (film)
Podzemka (v originále Subway) je francouzský hraný film z roku 1985, který režíroval Luc Besson.

## Děj
Fred je anarchistický punker, který je na útěku. Pronásledován muži v mercedesu míří Fred se svým peugeotem stále hlouběji do centra Paříže, až mu nakonec nezbude nic jiného, než změnit způsob dopravy. Podaří se mu uniknout v metru a tím začíná jeho cesta pařížským podzemím. Fred ukradl dokumenty bohatému podnikateli, aby jej vydíral. Zamiluje se však do podnikatelovy manželky Hélény. Tu její manžel chce využít jako volavku. Fred se v metru seznamuje se skupinou osob, které se uhnízdily v temných zákoutích, a jejichž životy končí před vstupy do stanic metra. Živí se krádežemi kabelek nebo prodejem květin. Héléna se metru ztrácí, potkává Freda a její počáteční nepřátelství vůči němu se postupně změní v sympatie a porozumění. Opustí svého bohatého manžela a pokrytecké a nudné přátele a vrátí se do metra, aby ochránila Freda před vrahy, které si najal její manžel. Fred založí kapelu pouličních muzikantů, aby vystupovala v metru. Během první produkce je však Fred objeven nájemným vrahem a zastřelen.

## Obsazení
| Isabelle Adjaniová  | Héléna           |
| Christopher Lambert | Fred             |
| Richard Bohringer   | květinář         |
| Michel Galabru      | komisař Gesberg  |
| Jean-Hugues Anglade | Jean-Louis       |
| Jean Reno           | bubeník          |
| Éric Serra          | Erico            |
| Jean-Pierre Bacri   | inspektor Batman |

## Ocenění
Film získal cenu César v kategoriích nejlepší herec (Christopher Lambert), nejlepší scénografie (Alexandre Trauner) a nejlepší zvuk.
Dále byl nominován na Césara v kategoriích nejlepší film, nejlepší režie (Luc Besson), nejlepší herečka (Isabelle Adjani), nejlepší kamera (Carlo Varini), nejlepší střih (Sophie Schmit), nejlepší filmová hudba (Éric Serra), nejlepší herec ve vedlejší roli (Michel Galabru, Jean-Pierre Bacri a Jean-Hugues Anglade) a nejlepší filmový plakát (Bernard Bernhardt).
Film byl rovněž nominován na cenu BAFTA jako nejlepší zahraniční film.